# Fear Itself (sèrie de televisió)
Fear Itself és una sèrie de televisió americana d'antologia de terror i suspens. Va debutar a NBC el 5 de juny de 2008,, però va ser retirada de l'emissió després de finals de juliol de 2008 amb cinc episodis sense emetre. El 13 de març de 2009, es va confirmar que la sèrie havia estat cancel·lada i no tornaria a NBC.

## Producció i desenvolupament
El seu títol es deriva de la famosa cita de Franklin D. Roosevelt, "L'únic que hem de témer és la por mateixa." L'antologia va néixer a partir de Masters of Horror i comparteix diversos dels mateixos elements creatius. Conté històries de terror/thriller autònomes dirigides pels directors de terror més importants que treballen avui en dia, ambdós espectacles van ser creats per Mick Garris, i tots dos espectacles estan produïts per Andrew Deane, Adam Goldworm, de Industry Entertainment. i Ben Browning. Stuart Gordon, Brad Anderson, John Landis, Ernest Dickerson i Rob Schmidt van dirigir almenys un episodi de la sèrie.
La sèrie es va rodar a la ciutat d'Edmonton, Alberta, Canadà, amb alguns rodatges addicionals a la ciutat de St. Albert i la ciutat de Devon, Alberta. Les estrelles convidades incloïen Eric Roberts, Anna Kendrick, Brandon Routh, Josie Davis, Briana Evigan, Jesse Plemons, Elisabeth Moss i Cory Monteith. La cançó dels crèdits inicials es titula "Lie Lie Lie" del líder de System of a Down Serj Tankian del seu primer àlbum en solitari Elect the Dead.

## Emissió
L'espectacle s'emet dijous a la nit a les 10/9c. Es va posar en pausa durant els Jocs Olímpics d'Estiu de 2008, amb la promesa de tornar un cop acabat l'esdeveniment, però no es van emetre cap més capítol. Mentre que NBC no va poder comentar el destí de la sèrie un cop van acabar els Jocs Olímpics, la seva franja horària es va omplir posteriorment amb repeticions d'altres programes de la NBC i "Fear Itself" no va aparèixer a la programació de la tardor de 2008 de la NBC.
Al Regne Unit, el programa va començar a emetre's el 5* a partir del divendres 4 de maig de 2012. A Austràlia, el programa va començar a projectar-se l'agost de 2012 al canal FX, disponible a la plataforma Foxtel.

## Mitjans domèstics
La sèrie completa es va publicar en DVD el 15 de setembre de 2009.

## Episodis
Els episodis es publiquen en un ordre diferent al DVD i als llocs de transmissió en línia.
| Núm. | Títol                       | Direcció            | Guió                                                    | Data d'emissió original | Espectadors U.S. (milions) |
| --- | --------------------------- | ------------------- | ------------------------------------------------------- | ----------------------- | -------------------------- |
| 1 | «The Sacrifice»             | Breck Eisner        | Mick Garris & Del Howison                               | 5 de juny de 2008       | 5.29                       |
| Quatre criminals es refugien dins d'un fort aïllat i cobert de neu i es troben amb tres germanes amb un secret amagat que alberguen un monstre. Protagonitzat per Jeffrey Pierce, Jesse Plemons i Rachel Miner                                                                                         |                             |                     |                                                         |                         |                            |
| 2 | «Spooked»                   | Brad Anderson       | Mick Garris & Matt Venne                                | 12 de juny de 2008      | 4.89                       |
| Durant un seguiment, un investigador privat (Eric Roberts) es troba cara a cara amb els dimonis del seu passat. |                             |                     |                                                         |                         |                            |
| 3 | «Family Man»                | Ronny Yu            | Daniel Knauf                                            | 19 de juny de 2008      | 4.66                       |
| Després d'un accident de cotxe, un pare amorós (Colin Ferguson) i un infame assassí en sèrie (Clifton Collins Jr.) s'intercanvien cossos. |                             |                     |                                                         |                         |                            |
| 4 | «In Sickness and in Health» | John Landis         | Victor Salva                                            | 26 de juny de 2008      | 4.47                       |
| Una núvia (Maggie Lawson) rep una nota ominosa que afirma que el seu nuvi (James Roday) és en realitat un assassí en sèrie. Marshall Bell i William B. Davis també protagonitzen. |                             |                     |                                                         |                         |                            |
| 5 | «Eater»                     | Stuart Gordon       | Richard Chizmar & Johnathon Schaech                     | 3 de juliol de 2008     | 4.74                       |
| Una policia novell (Elisabeth Moss) està assignada per vigilar un assassí en sèrie caníbal anomenat "Eater" (Stephen R. Hart) juntament amb dos agents més, però queda clar que "Eater" és més que un simple assassí en sèrie. També protagonitzat per Russell Hornsby, Stephen Lee i Pablo Schreiber. |                             |                     |                                                         |                         |                            |
| 6 | «New Year's Day»            | Darren Lynn Bousman | Steve Niles & Ben Sokolowski                            | 17 de juliol de 2008    | 2.93                       |
| Una dona jove (Briana Evigan) es desperta en un món post-apocalíptic envaït pels zombis. |                             |                     |                                                         |                         |                            |
| 7 | «Community»                 | Mary Harron         | Kelly Kennemer                                          | 24 de juliol de 2008    | 3.21                       |
| Una parella jove es trasllada a una comunitat tancada i descobreix que la comunitat amaga un secret fosc. Protagonitzat per Brandon Routh, Shiri Appleby i John Billingsley. |                             |                     |                                                         |                         |                            |
| 8 | «Skin & Bones»              | Larry Fessenden     | Drew McWeeny & Rebecca Swan                             | 31 de juliol de 2008    | 3.87                       |
| Un ramader desaparegut (Doug Jones) torna a la seva família, però s'adonen que ja no és l'home que coneixien. També protagonitzada per John Pyper-Ferguson, Molly Hagan i Gordon Tootosin. |                             |                     |                                                         |                         |                            |
| 9 | «Something with Bite»       | Ernest Dickerson    | Max Landis                                              | No emès                 | N/A                        |
| Després de ser mossegat per un home llop portat a la seva clínica, un veterinari (Wendell Pierce) comença a transformar-se en un home llop. Per empitjorar les coses, un altre home llop està fent una matança i el veterinari és el principal sospitós.                                               |                             |                     |                                                         |                         |                            |
| 10 | «Chance»                    | John Dahl           | Història de : Lem Dobbs Guió de : Lem Dobbs & Rick Dahl | No emès                 | N/A                        |
| Chance Miller (Ethan Embry) és un noi amb mala sort, la sort del qual va encara pitjor quan es troba enfrontant-se al seu doppelganger malvat. |                             |                     |                                                         |                         |                            |
| 11 | «The Spirit Box»            | Rob Schmidt         | Joe Gangemi                                             | No emès                 | N/A                        |
| Emily D'Angelo és una col·legial morta que parla amb els seus companys des de més enllà de la tomba. Ella revela que va ser assassinada i vol que els seus amics l'ajudin a buscar venjança. Protagonitzada per Josie Davis i Anna Kendrick                                                            |                             |                     |                                                         |                         |                            |
| 12 | «Echoes»                    | Rupert Wainwright   | Sean Hood                                               | No emès                 | N/A                        |
| Un home amigable (Aaron Stanford) descobreix que va ser un assassí sàdic en una vida anterior. |                             |                     |                                                         |                         |                            |
| 13 | «The Circle»                | Eduardo Rodríguez   | Richard Chizmar & Johnathon Schaech                     | No emès                 | N/A                        |
| Un escriptor (Johnathon Schaech) es queda en una petita ciutat per trencar el bloc del seu escriptor, però la seva història comença a passar a ell i a la seva dona en realitat. |                             |                     |                                                         |                         |                            |